# Jeszcze mnie polubicie
Jeszcze mnie polubicie (ang. How to be popular) jest to powieść Meg Cabot, autorki między innymi Pamiętnika Księżniczki. Wydana po raz pierwszy w 2006 roku, w Polsce w roku 2007 przez wydawnictwo Amber.

## Opis fabuły
Akcja powieści rozgrywa się w Bloomville. Główna bohaterka, Amy Landry jest osobą niepopularną, wręcz nielubianą. Jej zła towarzyska passa rozpoczęła się jeszcze w gimnazjum, kiedy przez przypadek wylała napój na spódnicę Lauren, jednej z najbardziej popularnych dziewczyn w szkole. Lauren w zemście wymyśliła powiedzenie ale z ciebie Amy Landry. Od tej pory każdemu, komu przytrafiała się gafa był nazywany imieniem głównej bohaterki. Amy ma dwoje przyjaciół: Beccę i Jasona, którzy także są nielubiani. Zawsze wspierają Amy, jednak ta chce zmienić swoją pozycję towarzyską, z pomocą książki zawierającej rady jak zostać osobą popularną. Aby zaistnieć w towarzystwie Amy zmienia swój wizerunek i organizuje zbiórkę pieniędzy na wycieczkę maturzystów. Aukcja talentów przynosi wysokie zyski i popularność. Jednak niektórzy popularni uczniowie poczuli się zagrożeni i próbują uratować swoją pozycję przez organizację imprezy w obserwatorium astronomicznym dziadka Amy (fakt ten miał być zatajony przed nim). Bohaterka ma wybór: albo ośmieszyć się przed całą szkołą i postawić się Lauren i jej koleżankom lub zezwolić na imprezę, której skutkiem na pewno będzie zniszczenie obserwatorium. Prócz tego w fabule przeplatają się wątki miłości Amy, perypetie przyjaciół i rodziny głównej bohaterki, wydarzenia w księgarni rodziców Amy oraz ślub dziadka Amy i Kitty (babci Jasona).

## Postacie
- Amy Landry – główna bohaterka.
- Becca Taylor – najlepsza przyjaciółka Amy.
- Jason Hollenbach – przyjaciel, później sympatia Amy.
- Lauren Moffat – wróg Amy, inicjatorka powiedzenia Ale z ciebie Amy Landry, dziewczyna Marka Finleya (w którym na początku powieści Amy jest zakochana).
- Alyssa Krueger – przyjaciółka Lauren Moffat, która zrzuca na Alyssę swoje występki.
- Darlene Staggs – piękna, popularna dziewczyna. Ma powodzenie u chłopaków. Mimo niemałej wiedzy udaje głuptasa, żeby inni spełniali jej zachcianki.
- Mark Finley – chłopak Lauren, na początku powieści Amy jest w nim zakochana.
- Stuckey – przyjaciel Jasona, naprawdę ma na imię John. Pod koniec powieści sympatia Becki.
- Kitty Hollenbach – babcia Jasona, przyszła żona dziadka Amy.
- Dziadek Amy – właściciel obserwatorium (przekazanego później miastu), to on wytłumaczył Amy algebrę, udzielił Amy pożyczki, był jedyną osobą wtajemniczoną w plan osiągnięcia popularności.
- Margaret Landry – mama Amy, w czasie akcji powieści jest w ósmym miesiącu swojej szóstej ciąży, wraz ze swoim mężem prowadzi księgarnię, nie zna się na prowadzeniu rachunkowości.
- Robbie, Pete, Catie, Sara – młodsze rodzeństwo Amy.
- Kirsten – kelnerka w Coffe Pot, nie wierzy, że Amy i jej przyjaciele są niepopularni. Jason udaje, że jest w niej zakochany.